# Barnsteentoernooi
Het Barnsteentoernooi was een Nederlands damtoernooi dat vanaf 2000 tot 2011 jaarlijks georganiseerd is. Damvereniging Boboli (eerder damvereniging "Barnsteen") in Bunschoten heeft dit toernooi tot stand gebracht. Er zijn 12 toernooien gespeeld. De laatste keer was 11 tot en met 15 juli 2011. De naam Barnsteentoernooi kwam tot stand doordat de sponsor van de damclub Barnsteen heette. Vanaf augustus 2011 is deze sponsor Boboli en begint er vanaf 9 t/m 13 juli 2012 jaarlijks een Bobolitoernooi.

## Eregalerij
De eregalerij vanaf 2007:
| Jaar | 1e                   | 2e               | 3e                 | 4e                | 5e             | 6e                |
| ---- | -------------------- | ---------------- | ------------------ | ----------------- | -------------- | ----------------- |
| 2011 | Alex van Prinsenbeek | Krijn ter Braake | Roep Bwhanibiek    | Andrew Tjon A Ong | Arjen Timmer   | Harry de Waard    |
| 2010 | Jean Marc Ndjofang   | Ron Heusdens     | Andrew Tjon A Ong  | Johan Strous      | Jos Stokkel    | Peter-Frans Koops |
| 2009 | Aleksandr Schwarzman | Ben Provoost     | Alexander Baljakin | Ron Heusdens      | Peter van Heun | Rienk van Marle   |
| 2008 | Ron Heusdens         | Niek Kuyvenhoven | Bert Zwart         | Pieter Steijlen   | Kees Thijssen  | Ben Provoost      |
| 2007 | Alexander Baljakin   | Hans Jansen      | Ron Heusdens       | Mark Podolski     | Roel Boomstra  | Sven Winkel       |